# Bernard Grünhaut
Bernard Grünhaut (ur. ?, zm. w lipcu 1893) – lekarz, doktor wszech nauk lekarskich.

## Życiorys
Pochodził z Tarnopola. 11 maja 1876 na wydziale lekarskim Uniwersytetu Jagiellońskiego uzyskał stopień doktora wszech nauk lekarskich. Od około 1876 do około 1879 praktykował jako lekarz w Lisku. 6 lutego 1879 został mianowany lekarzem miejskim w Sanoku. 2 lipca 1879 uzyskał od Rady Miejskiej w Sanoku zezwolenie na prowadzenie bezpłatnej praktyki lekarskiej w tamtejszym zakładzie chorych. Decyzją tego samego gremium z 6 kwietnia 1880 został mianowany oglądaczem ciał zmarłych w Sanoku. W latach pracy urzędniczej w Sanoku jednocześnie praktykował jako lekarz. Uchwałą Rady Miejskiej w Sanoku z 15 maja 1884 został uznany przynależnym do gminy Sanok. W 1884 został wybrany radnym rady miejskiej w Sanoku. Pod koniec października 1880 złożył egzamin rządowy uprawniający do ubiega się o posadę w publicznej służbie zdrowia. Działał w sanockiej sekcji Towarzystwa Lekarzy Galicyjskich, w styczniu 1881, styczniu 1882 wybierany sekretarzem. Około 1888/1889 jako przedstawiciel wyznania mojżeszowego był członkiem C. K. Rady Szkolnej Okręgowej w Sanoku. Z mandatu radnego w Sanoku został uwolniony 19 września 1889 i w tym czasie też ustąpił ze stanowiska lekarza miejskiego.
Nieco wcześniej, bo postanowieniem c. k. Namiestnika w sierpniu 1889 ze stanowiska lekarza miejskiego w Sanoku został mianowany asystentem sanitarnym w Trembowli i od tego czasu w tym charakterze pracował w urzędzie starostwa c. k. powiatu trembowelskiego, zaś od około 1891 do końca życia na stanowisku lekarza powiatowego. Równolegle praktykował w Trembowli.
Zmarł w pierwszej połowie lipca 1893 w Trembowli. Był żonaty z Franciszką. Miał syna Henryka (ur. 1881, doktor praw, adwokat).